# Amazon Redshift
Amazon Redshift — це сховище даних, яке є частиною платформи хмарних обчислень Amazon Web Services. Воно побудовано на основі технології від компанії ParAccel, яка займається створенням масивних паралельних процесів обробки (згодом придбаної Actian), як для обробки великомасштабних наборів даних так і для міграції баз даних. Redshift відрізняється від інших баз даних Amazon, Amazon RDS, здатністю обробляти аналітичні запити до  Big Data наборів даних, які зберігаються за принципом стовбцової СУБД . Redshift дозволяє зберігати до 16 петабайт даних на кластері порівняно з максимальним розміром Amazon RDS Aurora, який становить 128 тебібайт.
Amazon Redshift зроблений на базі сторої версії PostgreSQL 8.0.2, Redshift вніс зміни до цієї версії. Перша попередня бета-версія була випущена в листопаді 2012 року, повна версія -  15 лютого 2013 року. Цей сервіс може обробляти підключення з більшості інших програм за допомогою підключень ODBC і JDBC. Відповідно до звіту Cloud Data Warehouse, опублікованого Forrester у четвертому кварталі 2018 року, Amazon Redshift має найбільшу кількість розгортань хмарних сховищ даних: понад 6500 розгортань.
Redshift використовує паралельну обробку та стиснення даних, щоб зменшити час виконання команд . Це дозволяє Redshift виконувати операції над мільярдами рядків одночасно. Це також робить Redshift корисним для зберігання та аналізу великої кількості даних із логів або потоків даних з таких джерел, як Amazon Kinesis Data Firehose.
У своїй партнерській программі «APN Partner» Amazon має доволі велику кількість власників пропієтарного программного забеспечення для бізнес-аналітики, зокрема Actian, Actuate Corporation, Alteryx, Dundas Data Visualization, IBM Cognos, InetSoft, Infor, Logi Analytics, Looker, MicroStrategy, Pentaho , Qlik, SiSense, Tableau Software і Yellowfin. Партнерські компанії, що надають інструменти інтеграції даних, включають Informatica та SnapLogic . Серед партнерів із системної інтеграції та консалтингу – Accenture, Deloitte, Capgemini та DXC Technology .
Назва англ. redshift, українською червоний зсув, натякає на Oracle, конкуруючу IT компанію, яку іноді неофіційно називають англ. Big Red через її червоний корпоративний колір. Отже, клієнти, які переносять свої бази даних з Oracle на Redshift, «зсуваються» (shift) із «Red».

## Дивіться також
- Amazon Aurora
- Amazon DynamoDB
- Amazon Relational Database Service

## Зовнішні посилання
- Офіційний сайт
- Redshift Observatory